# Petite Anse
Petite Anse är en ort i Haiti.   Den ligger i departementet Nord-Ouest, i den nordvästra delen av landet, 150 km nordväst om huvudstaden Port-au-Prince. Petite Anse ligger 7 meter över havet och antalet invånare är 1 539.
Terrängen runt Petite Anse är huvudsakligen kuperad, men österut är den platt. Havet är nära Petite Anse söderut.  Närmaste större samhälle är Anse Rouge, 10,3 km öster om Petite Anse. 